# Rowill
Rowill is een Frans historisch merk van motorfietsen.
Dit was een klein merk dat in de jaren vijftig bromfietsen met VAP en Scoutex-motoren leverde.
Met een sportmodel werden in 1955 zeven wereldrecords gevestigd.